# Jane Crabtree
Jane Louise Crabtree (* 31. Juli 1981 in Melbourne) ist eine australische Badmintonspielerin. 

## Karriere
Jane Crabtree nahm 2004 an Olympia teil. Sie startete dabei im Damendoppel mit Kate Wilson-Smith und unterlag in der ersten Runde. 1999 hatte sie bereits zweimal Bronze bei der Ozeanienmeisterschaft gewonnen. 2002 holte sie dort erneut Bronze um sich dann 2004 auf Silber zu steigern. 

## Sportliche Erfolge
| Saison | Veranstaltung          | Disziplin   | Platz | Name                              |
| ------ | ---------------------- | ----------- | ----- | --------------------------------- |
| 1999   | Ozeanienmeisterschaft  | Dameneinzel | 3     | Jane Crabtree                     |
| 1999   | Ozeanienmeisterschaft  | Damendoppel | 3     | Jane Crabtree / Kellie Lucas      |
| 2001   | Auckland International | Dameneinzel | 3     | Jane Crabtree                     |
| 2002   | Ozeanienmeisterschaft  | Damendoppel | 3     | Jane Crabtree / Kellie Lucas      |
| 2004   | Ozeanienmeisterschaft  | Damendoppel | 2     | Jane Crabtree / Kate Wilson-Smith |
| 2004   | Olympia                | Damendoppel | 17    | Jane Crabtree / Kate Wilson-Smith |